# 莱旺厄尔
莱旺厄尔（挪威語： 聆听ⓘ）是挪威特伦德拉格郡的一个市镇。

## 名稱
市镇（最初為教區）是以一个名为“Levanger”（古诺斯语为“Lifangr”）的老農場来命名, 因為第一所教堂在那裡修建。